# Romulus Gabor
Romulus Gabor (*Pui, Hunedoara, Rumania, 14 de octubre de 1961) es un exfutbolista rumano. Se desempeñaba en posición de delantero. 

## Selección nacional
Romulus Gabor ganó el Balón de Oro de la Copa Mundial de Fútbol Juvenil de 1981 celebrada en Australia en la que Rumania terminó tercera. Además fue nombrado mejor jugador de la competición.
Fue internacional con la Selección de fútbol de Rumania en treinta y cinco ocasiones entre 1981 y 1986, consiguiendo dos goles. Disputó la Eurocopa 1984 en la que su selección quedó eliminada en la primera fase.

## Clubes
| Club                  | País    | Temporadas        |
| --------------------- | ------- | ----------------- |
| FC Corvinul Hunedoara | Rumania | 1978/79 a 1990/91 |
| Diósgyőri VTK         | Hungría | 1991/92           |
| FC Corvinul Hunedoara | Rumania | 1992/93           |
| FC Unirea Alba Iulia  | Rumania | 1993/94           |
| Universitatea Cluj    | Rumania | 1993/94           |
| FC Corvinul Hunedoara | Rumania | 1994/95 a 1995/96 |
| FC Inter Sibiu        | Rumania | 1996/97           |
| Viitorul Oradea       | Rumania | 1996/97           |

## Palmarés

### Campeonatos nacionales
| Título  | Club                  | País    | Año     |
| ------- | --------------------- | ------- | ------- |
| Liga II | FC Corvinul Hunedoara | Rumania | 1979/80 |

### Distinciones individuales
| Distinción                         | Año  |
| ---------------------------------- | ---- |
| Balón de oro en el Mundial Juvenil | 1981 |